# دوين كلارك
دوين كلارك (بالإنجليزية: Duane Clark)‏ هو كاتب سيناريو ومخرج أمريكي، ولد في 1965 في فيلادلفيا في الولايات المتحدة.

## وصلات خارجية
- دوين كلارك على موقع IMDb (الإنجليزية)
- دوين كلارك على موقع ألو سيني (الفرنسية)
- دوين كلارك على موقع قاعدة بيانات الأفلام السويدية (السويدية)
- دوين كلارك على موقع قاعدة بيانات الفيلم (الإنجليزية)
- دوين كلارك على موقع كينوبويسك (الروسية)